# Kilslidventil

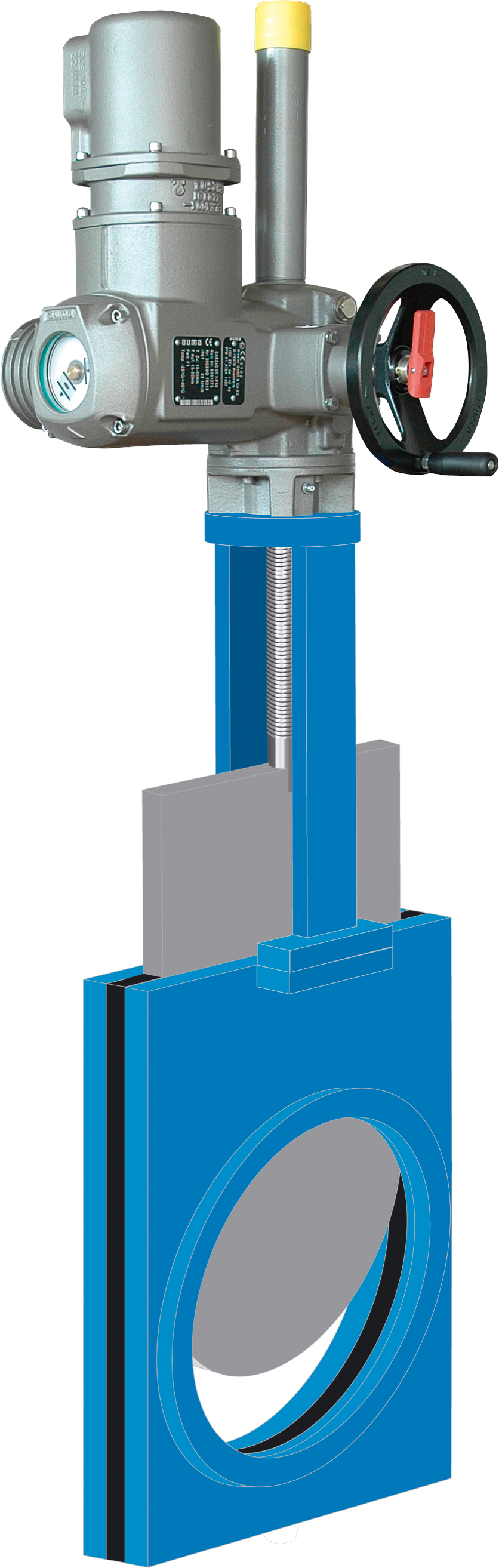
Kilslidsventil.

Kilslidventil, även knivventil, är en ventil som reglerar ett flöde genom att en höj- och sänkbar kilformad slid kan öppna eller helt stänga till flödets väg genom ventilhuset.
Ventilen används för olika typer av medier, där man vid stängd ventil vill ha god täthet, och vid öppen ventil fri genomströmning utan onödiga tryckförluster. Kilslidventiler bör i allmänhet vara antingen helt öppna eller helt stängda och inte användas för reglering.
Kilslidventiler i halvöppet läge kan ge ett oroligt flöde kring sliden som orsaker vibrationer och slitage. Tryckskillnaden över sliden kan ge stora krafter så att sliden kärvar mot ventilhusets säten och gör ventilen svårmanövrerad.